# Den Blakken
Den Blakken is sedert 1990 een provinciaal domein in de Belgische gemeente Wetteren. Het is een promotiecentrum voor de sierteelt, rozen en parkbomen. Een van de voornaamste economische activiteiten in dit deel van de provincie Oost-Vlaanderen. Het is een openbaar initiatief en vrij toegankelijk.
Het 9,7 ha grote park is gelegen naast het erkend natuurreservaat De Warandeduinen waarvan den Blakken de hoogste duin is. Deze zandduinen zijn ontstaan tijdens de ijstijd, ongeveer 15.000 jaar geleden.
De thematische tuin werd aangelegd door het Scheppersinstituut uit Wetteren en wordt onderhouden door de gemeente Wetteren. Hij is gelegen langs de baan Wetteren-Schellebelle in de hof van de Villa Les Mélèzes (De Lorken), gebouwd in 1931 en toen eigendom van de familie Cordonnier, die bijna 90 jaar actief was in de wolindustrie.
De provincie doet in het natuurgebied aan actief duurzaam bosbeheer. De Amerikaanse vogelkers of ‘bospest’ wordt systematisch verwijderd en vervangen door berk en zomereik.

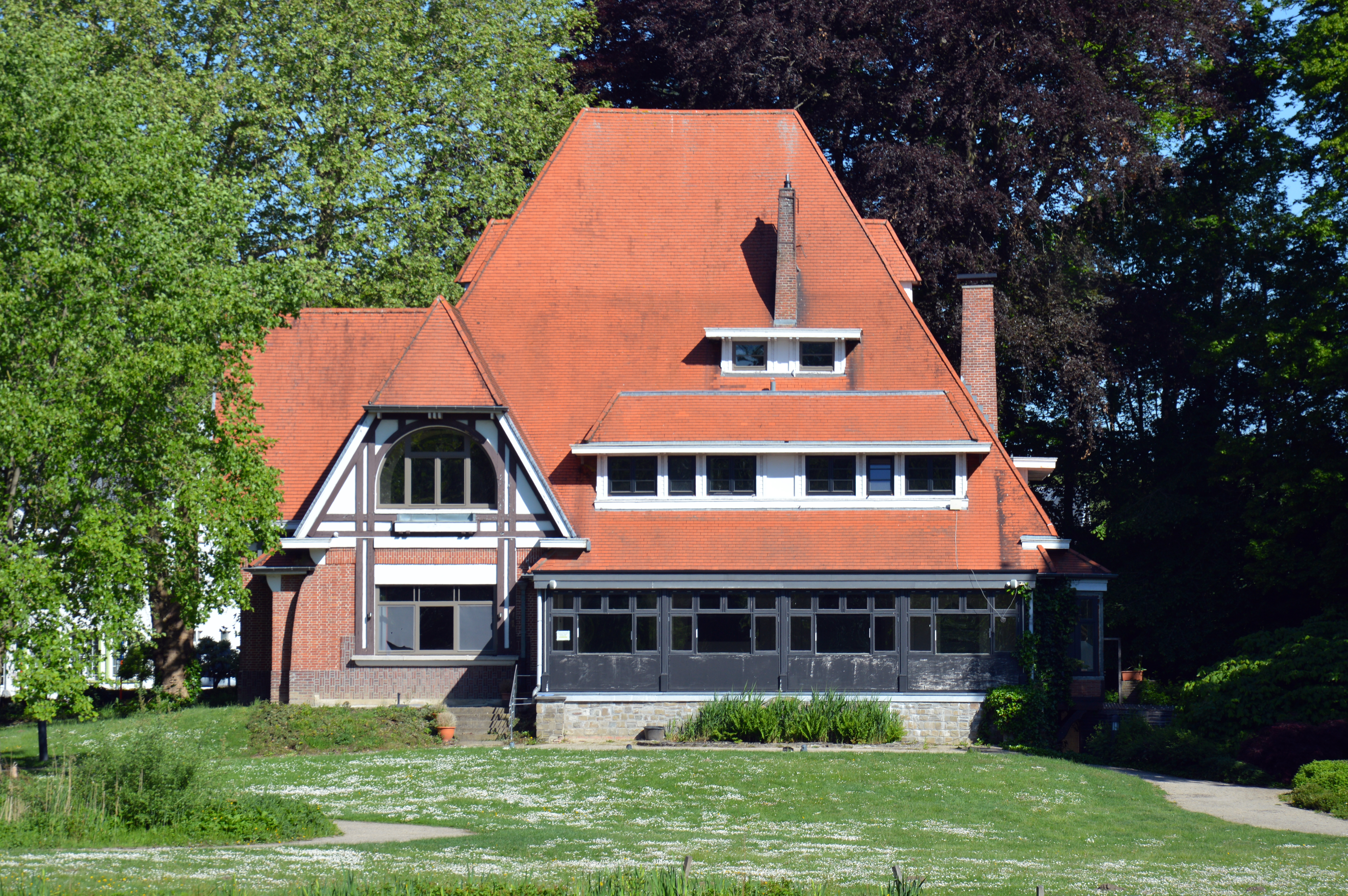
Villa Den Blakken
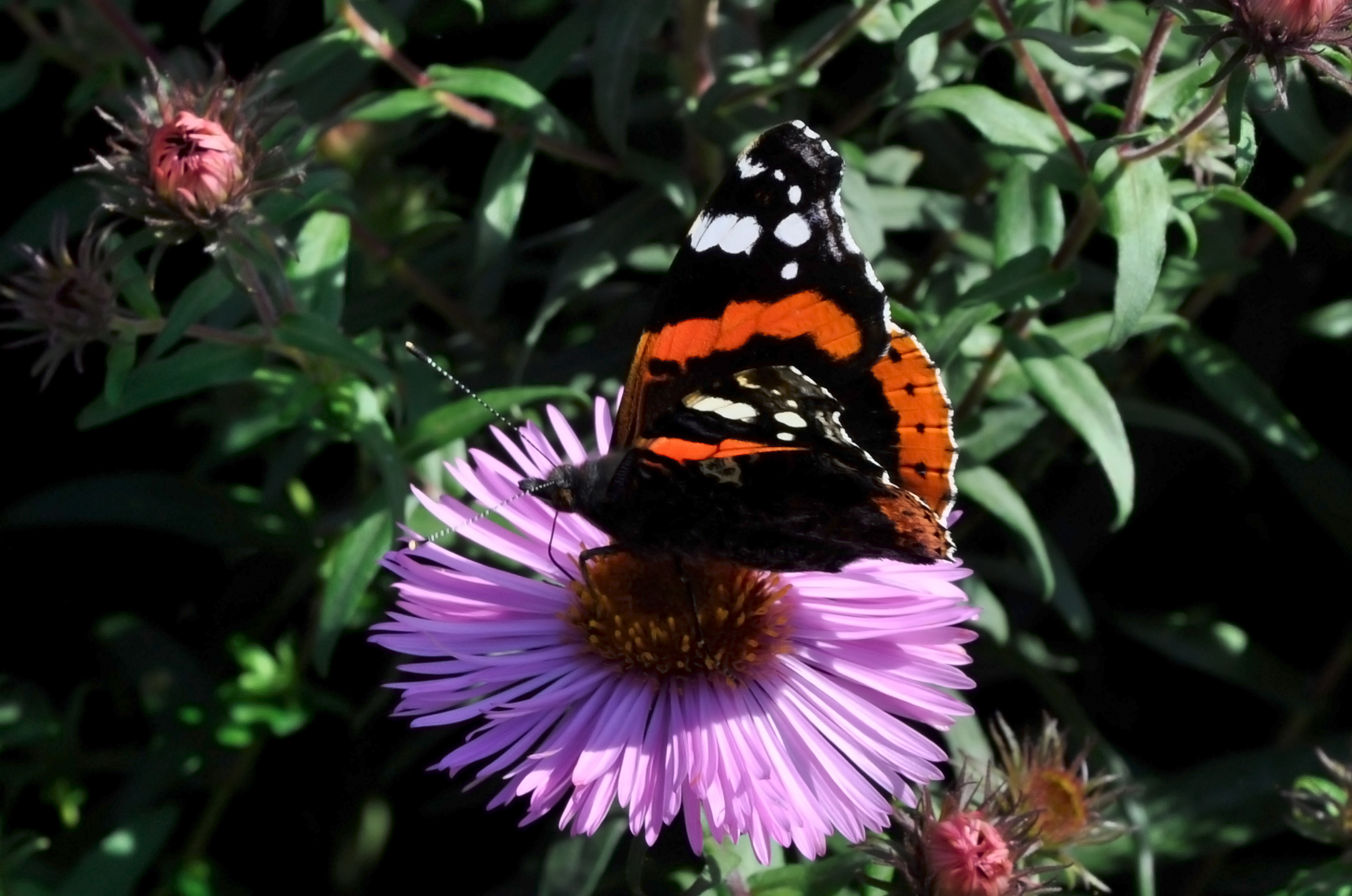
Atalanta in den Blakken
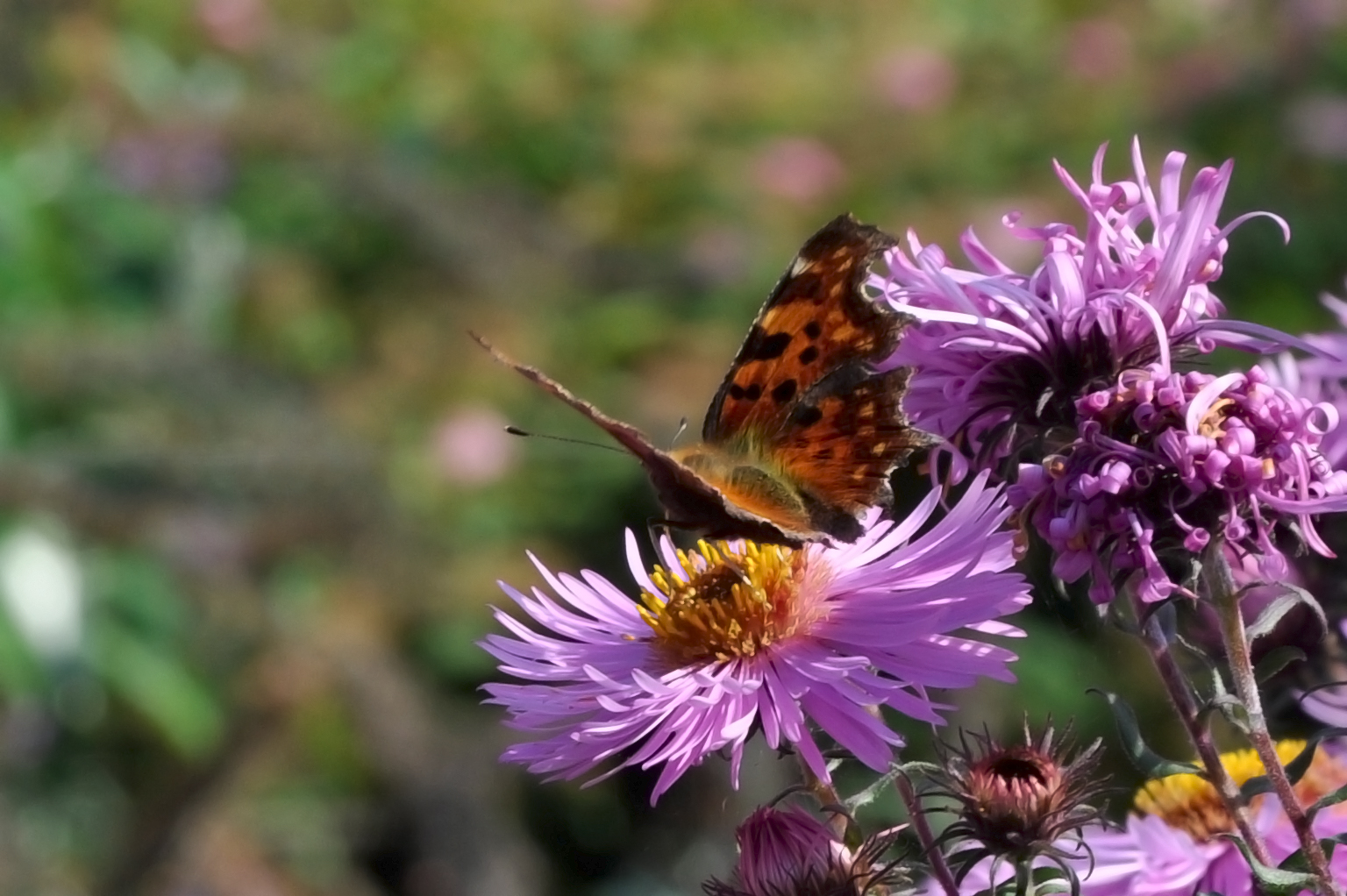
Grote vos in den Blakken